# Uhtju
Uhtju este o arie protejată (arie specială de conservare — SAC, sit de importanță comunitară — SCI) din Estonia întinsă pe o suprafață de 2.443,3 ha, integral pe uscat.

## Localizare
Centrul sitului Uhtju este situat la coordonatele 59°40′42″N 26°30′38″E / 59.6784°N 26.5106°E.

## Înființare
Situl Uhtju a fost declarat sit de importanță comunitară în aprilie 2004 pentru a proteja 2 specii de animale. Situl a fost protejat și ca arie specială de conservare în august 2004.

## Biodiversitate
Situată în ecoregiunile boreală și marină baltică, aria protejată conține 2 habitate naturale: Recifuri, Insulițe și insule mici din Baltica boreală.
La baza desemnării sitului se află mai multe specii protejate de  mamifere (2): Halichoerus grypus, Phoca hispida botnica.